# Église Saint-Martin de Châtres-sur-Cher
Pour les articles homonymes, voir Église Saint-Martin.
L'église Saint-Martin est une église de culte catholique située dans la commune française de Châtres-sur-Cher et le département de Loir-et-Cher, en France.
Datant du XIIe siècle, il s'agit d'un monument inscrit monument historique depuis 1948 (clocher et porche).
Elle est propriété de la commune.